# ツアランギサウルス
ツアランギサウルス（Tuarangisaurus）は、ニュージーランドで化石が発見されたエラスモサウルス科の首長竜類である。白亜紀後期のカンパニアン期に生息していた。トゥアランギサウルスとも呼ばれる。
推定全長は8メートルであり、ほぼ完全な頭蓋骨、下顎骨、頸椎が知られている。当時はより大型のエラスモサウルス類であるマウイサウルスが同じ地域に生息しており、棲み分けていた可能性がある。そのため一部の首長竜類は出産や子育てを河川で行っていたと推測され、ツアランギサウルスに関してもそのような可能性があったことが『太古の地球から よみがえる恐竜たち』で描写されている。
学名の意は「古代のトカゲ」。